# Бріґітта Єнссон
Бріґітта Єнссон  (швед. Birgitta Jönsson, 1 грудня 1961) — шведська плавчиня, олімпійська медалістка.

## Виступи на Олімпіадах
| Олімпіада   | Дисципліна                      | Місце  |
| ----------- | ------------------------------- | ------ |
| Москва 1980 | естафета 4 × 100 вільним стилем | Срібло |